# Gat van 't Hooft

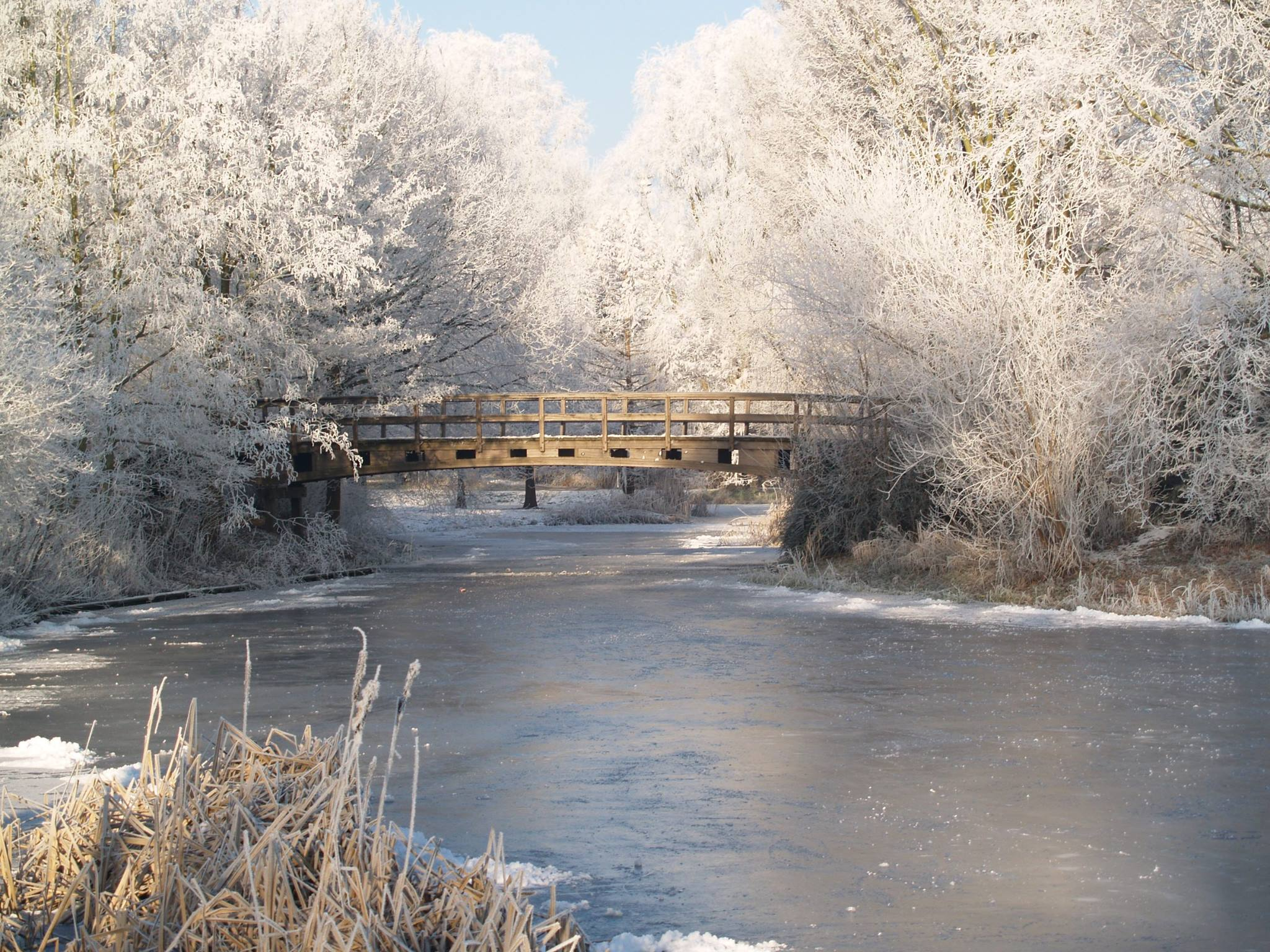
Gat van 't Hooft in de winter

Het Gat van 't Hooft is een singel (feitelijk een kreekrestant) in Werkendam. De singel loopt vanaf de Vissersdijk tot aan de Sasdijk.
Het Gat van 't Hooft is van oorsprong een zijtak van de Bakkerskil en heeft in verbinding gestaan met de Binnenhaven. Nadat een deel van de Bakkerskil in de jaren zeventig werd gedempt ten behoeve van de aanleg van de nieuwbouwwijk Welgelegen,  is de verbinding met deze kreek verdwenen. Sindsdien is het Gat van 't Hooft een singel binnen de bebouwde kom van Werkendam. 
De gronden rondom het Gat van 't Hooft stonden bekend als de Hooftlanden. De weg die vandaag de dag langs het kreekrestant loopt, draagt nog altijd deze naam.